# Albert Gossauer

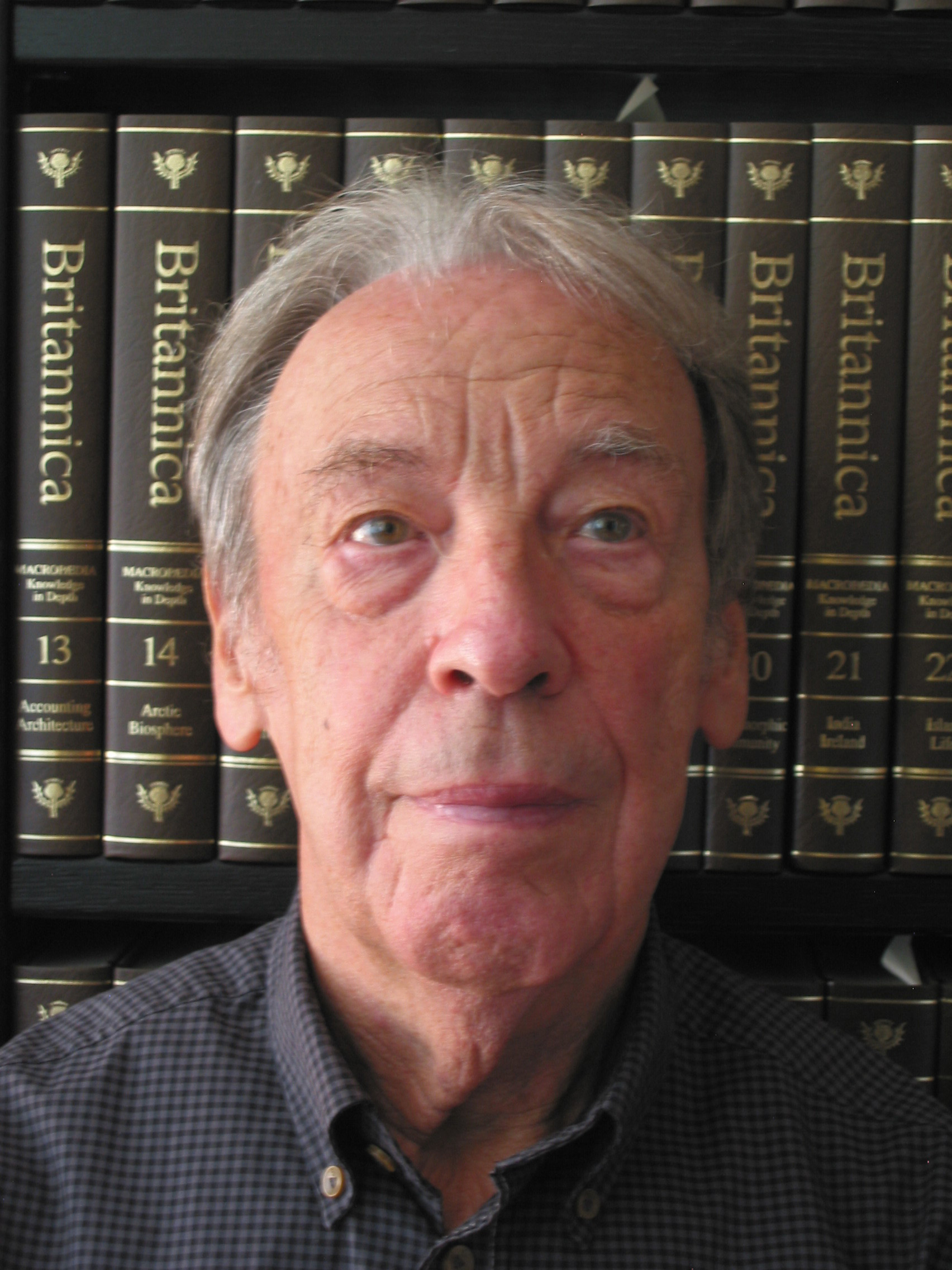
Albert Gossauer (2015)

Albert Gossauer (* 11. Februar 1936 in Zürich; † 1. Juli 2020 in Rheinfelden AG) war ein Schweizer Chemiker und emeritierter ordentlicher Professor für Organische Chemie an der Universität Freiburg i. Ue. (Schweiz).

## Leben
Gossauer studierte Chemie an der Universität Madrid (Abschluss 1960 mit dem Diplom). Er wurde dort 1962 mit einer präparativ-stereochemischen Arbeit zum Dr. chem. promoviert, sein Mentor war  R. Pérez-Ossorio. In den Jahren 1963 und 1964 arbeitete Gossauer als Forschungsassistent im Institut für Spektroskopie der Max-Planck Gesellschaft in Göttingen. Von 1965 bis 1978 arbeitete er im Institut für Organische Chemie der Technischen Universität Braunschweig (TU Braunschweig) im Umfeld von Hans Herloff Inhoffen,  wo er 1974 die venia legendi erhielt. Im Jahre 1976 folgte ein Forschungsaufenthalt an der Universität Yale (New Haven, CT, USA). 1977 wurde er Assistenzprofessor und 1978 ausserordentlicher Professor für Organische Chemie an der TU Braunschweig. 1979 wurde er zum Ordinarius an der Technischen Universität Berlin berufen. Von 1982 bis zu seiner Emeritierung im Jahre 2006 war er ordentlicher Professor für Organische Chemie an der Universität Freiburg i. Ue. (Schweiz) und zugleich Direktor des dortigen Instituts für Organische Chemie.

## Forschung
Schwerpunkt seiner Forschung war die Chemie der Heterocyclen – insbesondere die Synthese von
- Porphyrin-Derivaten (1983: Synthese des Pentaphyrins; 1993: Synthese des Hexaphyrins; 2000: Synthese des Niphaphyrins)
- Corrin-Derivaten (1977: Synthesen von Xanthocorrinoiden)
- Gallenfarbstoffen (1974: Phycocyanobilin;  1978: Phycoerythrobilin).
- Polyporphyrin-Anordnungen
- Desoxyribonucleosid-Analoga
- Pyrrol-Derivaten

Hinzu kommen Untersuchungen über den Katabolismus von Chlorophyllen (1991: Strukturaufklärung von Chlorophyll-Abbauprodukten aus Chlorella protothecoides).
Gossauer hat in seiner Forschungstätigkeit über 100 Publikationen in Fachzeitschriften sowie Beiträge in Büchern verfasst. Er ist Verfasser eines vielbeachteten Lehrbuchs zur Struktur und Reaktivität von Biomolekülen.

### Veröffentlichungen (Auswahl)
- mit W. Hirsch: Synthesen von Gallenfarbstoffen, IV: Totalsynthese des racemischen Phycocyanobilins (Phycobiliverdins) sowie eines "Homophycobiliverdins. In: Liebigs Ann. Chem. 1974, S. 1496–1513.
- mit J.-P. Weller: Syntheses of Bile Pigments (Part 9): Chemical Total Synthesis of (+)-(2R,16R)- and (+)-(2S,16R)-Phycoerythrobilin Dimethyl Ester. In: J. Am. Chem. Soc. 100, 1978, S. 5928–5933.
- mit P. Nesvadba: Syntheses of Bile Pigments. Part 14 : Synthesis of a Bilindionostilbenopara-cyclophane as a Model for „Stretched“ bile Pigment Chromophores of Biliproteins. In: J. Am. Chem. Soc. 1987, 109, S. 6545–6546.
- mit B. Grüning, L. Ernst, W. Becker und W. S. Sheldrick: Xanthocorrinoids (Part I): Reaction of Dicyanocobyrinic acid Heptamethyl Ester with  Ascorbic Acid. In: Angew. Chem. 1977, 89, S. 486–487 und Angew. Chem. Int. Ed. 1977, 16, S. 481–482.
- mit B. Grüning, G. Holze und L. Ernst: Structure and Reactivity of Xanthocorrinoids. Part III: The First Example of a Pinacol-Type Rearrangement in the Corrin Series. In: Helv. Chim. Acta. 68 (1985), S. 1771–1781.
- mit N. Engel, T. A. Jenny und V. Mooser: Chlorophyll Catabolism in Chlorella protothecoides. Part 1: Isolation and Structure Elucidation of a Red Bilin Derivative. In: FEBS Lett. 293 (1991), S. 131–133.
- mit H. Rexhausen: The Chemistry of Polyphyrins Part 1: The Synthesis of a New 22 p-Electron Macrocycle : Pentaphyrin. In: J. Chem. Soc., Chem. Commun. 1983, S. 275.
- mit R. Charrière, T. A. Jenny und H. Rexhausen: The Chemistry of Polyphyrins Part 2. Syntheses of Hexaphyrins and their Metal Complexes. In: Heterocycles. 36 (1993), S. 1561–1575.
- mit O. Mongin, C. A. Schuwey und M.-A. Vallot: Synthesis of a Macrocyclic Porphyrin Hexamer with a Nanometer-Sized Cavity as a Model for the Light-Harvesting Arrays of Purple Bacteria. In: Tetrahedron Lett. 40, 1999, S. 8347–8350.
- mit O. Mongin und N. Hoyler: Synthesis and Light-Harvesting Properties of Niphaphyrins. In: Eur. J. Org. Chem. 2000, S. 1193–1197.
- Die Chemie der Pyrrole (= Organische Chemie in Einzeldarstellungen. Band 15). Springer, Berlin/New York 1974, ISBN 0-387-06603-9.
- Struktur und Reaktivität der Biomoleküle. Eine Einführung in die Organische Chemie. Verlag Helvetica Chimica Acta, Zürich 2006, ISBN 3-906390-29-2.